# Promenade Pierre Louis Vrijdags
La promenade Pierre Louis Vrijdags est une voirie d'Evere (Belgique) donnant dans la rue de Zaventem. 
Pierre Louis Vrijdags fut bourgmestre de la commune d'Evere de 1964 à 1970.